# 요카이치시
요카이치시(일본어: 八日市市, ようかいちし)는 시가현에 있었던 시이다.
2005년 2월 11일에 요카이치 시는 간자키군 에이겐지정, 고카쇼정과 에치군 아이토정, 고토정과 합병해 새로운 히가시오미시가 되었다.
요카이치는 매년 5월 네 번째주 일요일에 열리는 대궤(큰 연) 축제로 유명하다.
소멸할 때까지 시가현내에서 유일하게 JR선이 개통되지 않은 시였다.

## 역사
- 1954년 8월 15일 - 간자키군, 요카이치정, 다케베촌, 미소노촌, 가모군 이치노베촌, 다마오촌, 히라타촌이 합병해 요카이치시가 성립하였다.
- 2005년 2월 11일 - 에치군, 아이토정, 고토정, 간자키군 에이겐지정, 고카쇼정과 합병해 히가시오미시가 성립하였다. 욧카이치 시청청사가 그대로 히가시오미 시청 본청사가 되었다.

## 교통

### 철도
- 오미 철도(일본어판)
  - 본선
  - 요카이치 선(일본어판)